# Huset Medici
 Der er for få eller ingen kildehenvisninger i denne artikel, hvilket er et problem. Du kan hjælpe ved at angive troværdige kilder til de påstande, som fremføres i artiklen.

Huset Medici var i middelalderen og renæssancen en magtfuld og indflydelsesrig familie, som herskede i det nordlige Italien hovedsageligt i den italienske region Toscana. Specielt er familien kendt for sit styre af den toscanske hovedstad Firenze. Familiens rigdom stammede fra bankvirksomhed og tekstilhandel, og det var især gennem  Medici-banken, at familien havde opbygget en enorm velstand og ikke mindst skaffet sig politisk indflydelse. Først i 1400-tallet ekspanderede bankvirksomheden. Det resulterede i, at der åbnede nye filialer i mange europæiske lande. Det bevirkede også, at familien i 1400-tallet blev den rigeste familie i Europa. Familien fik i 1434 magten i Firenze, og i de næste mange år blev Firenze styret af Medici-familien, heraf navnet "den Mediciske Periode".
Medici-familien opnåede at besidde paveembedet fire gange, idet Pave Leo 10. (1513–1521), Pave Clemens 7. (1523–1534), Pave Pius 4. (1559–1565) og Pave Leo 11. (1605) alle stammede fra Medici slægten. Endvidere havde Medici-familien tætte forbindelser til mange af renæssancens helt store tænkere og kunstnere som Filippo Brunelleschi, Donatello, Sandro Botticelli, Leonardo da Vinci, Michelangelo, Giorgio Vasari og Galileo Galilei, som alle var opvokset i Toscana og på et eller andet tidspunkt i deres liv havde været tæt knyttet til Medici-familien. De havde alle enten boet hos dem, arbejdet for dem, deltaget i daglige middagsselskaber hos dem eller været støttet af Medici-familien.
Medici-familiens støtte til de mange prominente kunstnere spillede en vigtig rolle under den italienske renæssance. Medici-familien var i høj grad med til at fremme og inspirere til, at Italien (og resten af Europa) gik fra Middelalderen til renæssancen.

## Oprindelse
Oprindelig kom familien fra den lille region Mugello, som ligger ca. 40–50 km nord-øst for Firenze. Her skulle familien angiveligt have levet af et stykke land. Det er dog meget sparsomt med oplysninger om familiens oprindelse, da familienavnet ikke er at finde i nogle dokumenter før den store familievirksomhed opstod i slutningen af 1300-tallet ved oprettelsen af Medici Banken.
I løbet af familiens regeringsperiode 1400-1800 i Firenze og Toscana opstod mange historier om familiens oprindelse. Nogle af dem har klare skønlitterære træk, mens andre fortællinger om familiens oprindelse i højere grad kunne virke plausible, men det er dog uklart, hvilke fortællinger der er korrekte. Medici-familien havde i kampen om magten i Firenze det store problem (sammenlignet med rivaliserende familier som Pazzi-familien) at Medici-familien ikke kun bryste sig af at nedstamme fra en aristokratisk familie.
Dynastiet begyndte med oprettelsen af Medici Banken.

## Vejen til magten
I 1300-tallet var Medici-familien forbundet med de andre indflydelsesrige familier i Firenze ved  fornuftsægteskaber, hvor børn blev giftet ind i andre familier for at etablere bånd mellem familierne. På den måde opnåede Medici-familien at skaffe sig en central position i hele familiepuslespillet, idet mange af de andre familier kun havde kontakt med hinanden via Medici-familien. Dermed fungerede Medici-familien som en mægler mellem de andre. Denne mæglerfunktion kan sammenlignes med bankverdenen.
Nogle af de tidligste familiemedlemmer deltog i handel med tekstiler især med Frankrig og Spanien, mens andre familiemedlemmer i slutningen af 1300-tallet fik embeder i bystyret i Firenze. Dog var nogle af Medici-medlemmerne involveret i uheldige hændelser som forsøg på statskup. Det gjorde, at dele af Medici-familien blev udelukket fra at arbejde for bystyret, mens andre sågar blev bortvist fra Firenze. Det var dog ikke hele Medici-familien, der blev hindret i at arbejde inden for bystyret. Der var to undtagelser: den ene var Averardo de' Medici og hans efterkommere.  Alverardo var far til Giovanni de' Medici, og det var herfra dynastiet begyndte.
Giovanni de' Medici øgede familiens velstand igennem stiftelsen af Medici banken. Den blev en kæmpe succes, som især ved begyndelsen af 1400-tallet voksede hurtigt og etablerede nye filialer rundt i Europa.  Bankens succes gjorde Medici-familien til den rigeste i Europa. En væsentlig årsag var, at banken havde sikre sig Paven som kunde. Giovanni havde taget en stor chance med en tidligere pirat ved navn Baldassarre Cossa. Cossa var kommet til Giovanni, da han ønskede at skifte arbejde og derfor skulle bruge nogle penge. Cossa ønskede at blive Pave. På dette tidspunkt var kirken i oprør og kaos, og Giovanni indså derfor, at en mand som Cossa, med en fortid som pirat, havde en chance for at blive valgt som pave. Derfor valgte Giovanni offentligt at støtte Cossa som kandidat. Det var en stor risiko, Giovanni påtog sig. Det lykkedes dog Cossa i 1410 at blive pave under navnet Pave Johannes d. 23. Det første, den nye pave gjorde, var at tilbagebetale sin gode ven, Giovanni, ved at gøre Medici banken til den officielle bank for Pavedømmet. Paven var frontfigur for kirken, og kirken var den absolut største og mest magtfulde organisation i verden, hvorfor Paven var den mest betydningsfulde kunde, man kunne have.
På trods af at Giovanni de' Medici havde gjort Medici-familien til den rigeste familie i Europa, kom han aldrig til at besidde nogen reel politisk magt i Firenze. Han holdt sig i baggrund af det politiske liv i Firenze, og på trods af sin store formue levede han i ydmyge rammer. Eksempelvis red Giovanni altid rundt på et æsel. Giovanni indførte et proportionalt skattesystem i Firenze, at familien opnåede stor popularitet i befolkningen.

## 15. århundrede

### Cosimo de' Medici
Efter Giovanni de' Medicis død i 1429 overtog hans søn, Cosimo de' Medici, ledelsen af familien og dens forretninger. Giovanni havde rådet Cosimo til ikke selv at søge indflydelse inden for bystyret, men derimod vente på, at andre ville tilbyde ham en ledende stilling. Cosimo fulgte farens råd og valgte at holde sig i baggrunden og overlade det til andre indflydelsesrige familier at besætte de ledende stillinger i byens råd. Det kan godt være, at Cosimo ikke besad nogle offentlige tillidsposter, men alene i kraft af sin enorme velstand formåede han at skaffe sig indflydelse. Således havde Cosimo stor indflydelse på hvilke personer, der fik de forskellige embeder indenfor bystyret, og havde dermed stor medbestemmelse på, hvad der forgik i Firenze.

### Cosimos forhold til kunsten og Brunelleschi
En af dem, som Cosimo offentlig støttede, var Filippo Brunelleschi, som var arkitekt, opfinder og entreprenør. Brunelleschi havde ofte været op at skændes med bystyret i Firenze, fordi han var meget radikal og nytænkende, hvad angik bygningskonstruktion, og han var desuden ikke parat til at gå på kompromis med egne visioner. Derfor var diskussioner mellem Brunelleschi og bystyret ofte endt med, at Brunelleschi var blevet smidt ud eller selv havde forladt forhandlings-lokalerne. Cosimo havde dog set potentialet i Brunelleschis ideer og havde hjulpet ham.
De nye radikale idéer, som Brunelleschi stod for, kom fra det antikke romerrige. Interessen for det gamle Rom, delte han med Cosimo. Således var de to sammen rejst til Rom for at studere resterne af byens antikke bygningsværker som Parthenon. Det var ikke første gang, at folk havde vist interesse for den antikke romerske kultur, men det var første gang, at nogen så grundigt og detaljeret havde studeret og ladet sig inspirere af antikken. I middelalderen havde man nemlig anset det for farligt at studere fortiden og dermed også antikken. Blandt andet derfor havde Brunelleschis nye ideer i starten svært ved at slå igennem. Cosimo påskønnede dog Brunelleschis tanker, og han var selv en stor fortaler for at studere antikken. Derfor støttede Cosimo alle de kunstnere, der repræsenterede  denne "nye" form for kunst, der havde sin baggrund i det antikke. Foruden Brunelleschi talte denne kreds af kunstnere blandt andre Donatello, Michelangelo og Filippo Lippi.
Cosimo havde hjulpet disse kunstnere, før han selv blev leder af Medici-familien i 1429. Dermed havde Cosimo blandt andet været en af de drivende kræfter bag, at Brunellechi i 1419 fik ordren med at tegne byens nye børnehjem, Spedale degli Innocenti, som stod færdigt i 1426, og som den dag i dag er et af Firenzes store eksempler på renæssancens arkitektur. Bygningen gjorde brug af søjler, som man ikke havde set siden det antikke Romerrige. Indirekte var bygningen med til at understrege Medici-familiens magtposition i Firenze, idet Brunelleschi jo offentligt var støttet af Cosimo.
Det skulle dog ikke være det eneste værk af Brunelleschi, som både var med til at understrege Medici-familiens nye magtposition i Firenze og Brunelleschis geniale evner som arkitekt. Allerede i 1420 havde han fået til opgave at konstruere kuplen på Firenzes katedral, og igen havde Cosimo været en afgørende faktor for at Brunelleschi havde fået opgaven. Det var i sandhed  en udfordring, idet kuplen ville blive verdens dengang største. Katedralen havde været en skamplet på Firenze, idet  man i mere end et århundrede ikke havde kunne finde en løsning på, hvordan man skulle konstruere den sidste del af katedralen, nemlig kuplen. Man havde således haft en katedral-bygning, der ikke kunne gøres helt færdig, fordi man havde undervurderet opgaven med at konstruere så stor en kuppel. Flere andre arkitekter havde opgivet; men Brunelleschi var sikker på, at han kunne løse opgaven. Cosimo fulgte derfor Brunellechis arbejde med stor interesse, og han kunne derfor se, at projektet gik fremad, og at det så ud til at Brunelleschi kunne fuldføre den store opgave. På grund af byggeriet størrelse, var det dog en langvarig proces.

### Cosimos fordrivelse fra Firenze
I 1433 var rivaliserende familier i Firenze, bl.a. Albizzi-familien og Strozzi-familien, blevet trætte af Cosimos stigende magt over Firenze. Disse "Medici-fjendtlige kræfter" fik Cosimo arresteret og fængslet under anklage for højforræderi. Ved at bestikke vagter m.fl. lykkedes det dog Cosimo at slippe fri og flygte væk fra Firenze. Dette bevirkede, at Brunellechis kuppel-byggeri blev afbrudt, idet Cosimo også økonomisk var en af Brunelleschis støtter. Da Mediciernes overhoved var væk, begyndte en nedgangsperiode for Firenze. Medici-familien havde været en af de helt store drivkræfter bag Firenzes fremgang. Derfor besluttede byrådet et år efter Cosimos flugt fra byen at kalde ham  tilbage. Man tilbød ham en officiel titel, som reelt medførte, at han blev enevældig hersker af Firenze. Herefter kunne Brunellechi genoptage arbejdet med domkirken, og i 1436 stod kuplen færdig. Firenzes katedral er i dag byens vartegn og en stor turistattraktion. Brunelleschis banebrydende arbejde sættes i perspektiv af, at kuplen forblev den største selvbærende kuppel helt frem til 1881.
Cosimo stod bag endnu en ikonisk bygning i Firenze, nemlig Medici Paladset, som han i 1444 bestilte af en anden kendt arkitekt, Michelozzo Michelozzi. I dag står Medici Paladset stadig i nogenlunde samme stand, som det blev opført i  midten af 1400-tallet. Paladset afslører også Cosimos store kunstinteresse, idet dette palads stadig indeholder nogle af de kunstværker, som Cosimo i sin tid bestilte, eksempelvis fresko-malerier af Medici-familien selv. I paladset stod også Michelangelos berømte bronzestatue David, der dog blev flyttet i forbindelse med Medici-familiens flugt fra Firenze i 1494.

### Piero I de' Medici
Cosimo døde den 1. august 1464. Han blev afløst af sin ældste søn, Piero I de' Medici, som hurtigt fik tilnavnet "il Gottoso" (den gigtsvage). Dette tilnavn refererede til den gigtsygdom, som førte til hans død i 1469, blot fem år senere. Pieros korte tid ved magten var karakteriseret ved, at han i store træk blot fulgte den kurs hans far havde lagt. Han førte dog en hårdere kurs mht. Medici Banken, idet han begyndte at tilbagekalde gamle lån, som banken tidligere havde ydet. De var præget af stor usikkerhed, og derfor førte tilbagekaldelsen af lånene til, at mange lånere gik konkurs. Det medførte, at uviljen mod Medici-familien voksede. Piero var i løbet af sin regeringsperiode udsat for et attentat, som dog blev afværget af hans søn, Lorenzo.

### Lorenzo de' Medici
Lorenzo de' Medici var Pieros ældste søn, og det var derfor ham, der overtog magten efter farens død i 1469. Lorenzos bror, Giuliano, var medhersker. Selvom Lorenzo - og broren - reelt fungerede som enevældig hersker af Firenze, så var det ikke en titel han havde fået. Bystyret i Firenze havde karakter af et demokrati, men i kraft af Medici-familiens position i byen, kunne Lorenzo benytte metoder som bestikkelse, trusler, giftemål eller selv vælge de embedsmænd, der sad i bystyret. Derfor fungerede Medici-familiens overhoved som hersker af Firenze. Lorenzos far og farfar havde anvendt lignende metoder til at skaffe sig og fastholde herredømmet over byen; men som noget nyt blev de rivaliserende familiers politiske frihed for alvor indskrænket under Lorenzos styre.

### Attentat på Lorenzo og Giuliano
De mange magtkampe mellem byens store familier havde lært  Lorenzo vigtigheden af at have mange loyale venner og til opnåelse heraf handlede Lorenzo med vennetjenester. På trods af Lorenzos store netværk, var der dog stadig magtfulde kræfter, der ikke kunne stilles tilfreds og ville af med Medici-familien. Det drejede sig især om Pazzi-familien, som var Firenzes næstrigeste familie. Pazzi-familien fik opbakning fra Paven (Pave Sixtus IV), der ønskede at skille sig af med Medici familien af flere årsager. 
- For det første var Paven i dyb gæld til Medici-familien

- Lorenzos kærlighed til en ny og mere radikal form for kunst stod i stærk kontrast til de kirkelige værdier. Pazzi-familien viste godt, at det ikke var nok at dræbe kun Lorenzo, idet hans bror, Giuliano, i så fald bare kunne overtage familievirksomheden. Derfor var de nødt til at dræbe dem begge. De valgte, at attentatet skulle finde sted i Firenzes katedral, mens både Lorenzo og Giuliano overværede en gudstjeneste. Attentatet fandt sted i 1478, og her lykkes det kun sammensværgelsen at dræbe Giuliano, mens Lorenzo overlevede. En stor del af Firenzes befolkning overværede attentatforsøget i katedralen. Forfærdet over hvad de havde overværet, tillod de Lorenzo at straffe de skyldige familier hårdt. Der var dog stadig kræfter uden for Firenze, der ønskede Lorenzo død, eksempelvis Paven. Det lykkes dog Lorenzo vha. sine gode diplomatiske evner, bestikkelse og ikke mindst hans store netværk af loyale venner at slutte fred med fjenderne.

### Lorenzos forhold til kunsten
Lorenzo var som sin far og farfar meget fascineret af kunst og kultur. Han var selv kunster og skrev digte. Lorenzos omgangskreds bestod af en række af datidens store kunstnere bl.a. Andrea del Verrocchio, Leonardo da Vinci, Sandro Botticelli og Michelangelo. Disse kunstnere var ofte gæster i Medici Paladset, hvor de bl.a. spiste med og debatterede forskellige kulturelle emner. Michelangelo var sågar blevet adopteret af Medici-familien, og havde derfor boet i Medici Paladset i fem år sammen med Lorenzos to egne sønner Piero II og Giovanni.
Personligt var Lorenzo meget fascineret af den nye og mere radikale kunst, som herskede i Firenze. Det var den stil som specielt Sandro Botticelli repræsenterede. Han og hans ligesindede kollegers kunst var både inspireret af antikken og af samtiden. Et eksempel er billedet Primavera (Foråret) af Sandro Botticelli, der symbolsk prøver at skildre den spirende årstid med en række kvindeskikkelser - herunder den romerske kærlighedsgudinde Venus og hendes kollega forårets gudinde, Flora. Sidstnævnte malet som en særdeles samtidig ung kvinde i en prægtig blomstersmykket kjole.  Kirken var ikke tilhænger af billeder af andre guder, men Lorenzo holdt hånden over "sine" kunstnere og beskyttede dem. Kirken så helst kristne motiver eller malede portrætter. Det skabte problemer med kirken og Pave Sixtus IV, der støttede Pazzi-familien i dens forsøg på at styrte Lorenzo og Medici-familien.
Lorenzo var god til at anvende sine forbindelser og en grund til, at Paven og Medici-familien endte med at slutte fred, var, at Lorenzo sendte en række kunstnere fra Firenze, heriblandt Botticelli, til Rom for at male forskellige værker i Det Sixtinske Kapel. Hermed nåede han en alliance med Paven. Personligt bestilte Lorenzo ikke selv mange kunstværker, men han sørgede hele tiden for, at hans venner, de florentinske kunstnere, fik en masse andre ordrer, og på den måde hjalp han både dem og skaffede sig vigtige alliancer med de højtstående familier, der bestilte værkerne.

### Lorenzo og Medici Banken
Lorenzo mistede under sin regeringsperiode grebet om Medici Banken, og hertil kom, at hans farfar, Cosimo, havde brugt rigtig mange midler på sine byggeprojekter og kunstværker. Således kalkulerede Lorenzo i 1471, efter at have gennemset regnskaberne, at der var brugt 663.000 florins siden 1434 på velgørenhed, bygninger og skattebetalinger. Det var et astronomisk beløb. På grund af Medici-familiens store forbrug på velgørenhed  og Lorenzos manglende fokus på familievirksomheden, som i øvrigt resulterede i yderligere tab, så var Medici-familiens familieformue blevet reduceret betragteligt. Det hjalp heller ikke på den økonomiske situation i familien, at Lorenzo havde brugt en formue på sine børns uddannelse. Piero II havde fået en dyr uddannelse, som gjorde ham i stand til at overtage banken efter Lorenzo, mens Lorenzo ligeledes havde brugt en formue på, at hans anden søn, Giovanni, i en alder af 13 blev kardinal.

### Piero II de' Medici
Lorenzo døde d. 9. april 1492, og det var Piero II de' Medici, som var Lorenzos ældste søn, der overtog ledelsen af familien. Lorenzo havde efterladt sig et splittet Firenze. På den ene side var der dem, som støttede Medici-familien, og på den anden side var der dem, som syntes, at Medici-familien var gået for vidt, hvad kunst og kultur angik. Det var dominikanermunken Girolamo Savonarola, der stod i spidsen for denne "anti-Medici"-bevægelse. Han syntes, at samfundet var gået for vidt, og at kulturen i byen var kørt ud på et sidespor. Han ville have at samfundet  tilbage til en mere kristen kultur, hvor de kristne værdier i højere grad kom til udtryk. Savanarola fik støtte fra alle samfundslag, også tidligere stærke Medici-sympatisører som Botticelli og Michelangelo. Tiden var stadig stærkt troende. Selv Lorenzo havde på hans dødsleje tvivlet på, om han var gået for vidt, og havde i den forbindelse  tilkaldt Savanarola og bedt ham tilgive hans synder. Savanarola havde nægtet og i stedet forbandet Lorenzo.

#### Medici-familiens flugt fra Firenze
De to første år af Pieros regeringsperiode var fredsommelige, men i 1494 kom en stor fransk hær ledet af Kong Karl d. 8. af Frankrig. Kong Karl havde i sinde at marchere til Napoli og indtage byen, idet han mente, at han var den retmæssig hersker. Han var derfor nødt til at krydse Toscana og efterlade sig soldater her, idet han skulle sikre en kommunikationslinje mellem sin hær og kongens venner i Milano. Piero prøvede at forholde sig neutral overfor den franske konge, men det fandt kong Karl uacceptabelt, idet han ønskede at invadere Toscana. Herefter prøvede Piero at mobiliser en hær, som kunne forsvare Toscana. Det mislykkes, idet at Firenzes elite var faldet under Savanarolas indflydelse. Derfor opgav Piero hurtigt modstanden mod den franske konge, og da de franske styrker nærmede sig Firenze begyndte han at forhandle betingelser for overgivelse. Det endte med, at Piero gav efter for alle den franske konges betingelser.
Firenzes befolkning fandt Pieros håndtering af den franske konge meget kritisabel. De mente ikke, at han havde løst situationen ordentligt. Især mente de, at hans fredsforhandlinger med kongen havde været under al kritik, idet at han var gået ind på alle kongens betingelser. Firenzes befolkning blev meget fjendtlige over for Medici-familien, og der udbrød et oprør i Firenze, der medførte at hele Medici-familien var nødt til at flygte fra byen. Familien gik herefter i eksil og søgte ly hos loyale venner. Der skulle gå næsten 20 år før Medici-familien igen fik magten over Firenze.
Piero II de' Medici døde d. 28. december 1503. Han druknede i forbindelse med et flugtforsøg fra fjendtlige styrker.

## 16. århundrede

### Kardinal Giovanni de' Medici
Med Piero II de' Medicis død i 1503 blev kardinal Giovanni de' Medici udnævnt til familiens overhoved. Giovanni var den næstældste søn af Lorenzo og dermed også Piero II's bror. Han var ligesom resten af Medici-familien flygtet fra Firenze, og i 1503 befandt han sig i Rom. Det samme år, i 1503, blev der udnævnt en nye pave, Pave Julius d. 2.. Dette paveskifte skulle vise sig at være meget belejligt for Medici-familien, idet at Pave Julius var en nær ven af familien (faktisk en fjern slægtning til Medici-familien). Med hjælp fra Paven lykkes det Giovanni i 1511 at mobilisere en stor hær, og sammen med sin yngre bror, Giuliano, marcherede Giovanni nu imod Firenze for at tilbageerobre byen. I Firenze begyndte man derfor at mobilisere en stor styrke under ledelse af militærstrategen Niccolò Machiavelli, som ønskede at beskytte Firenze imod "Medici-diktatur". Giovanni og hans hær var dog opsat på at tilbageerobre Firenze for enhver pris, og derfor var deres fremmarch gennem Toscana yderst blodig. Derfor valgte ledelsen af Firenze at overgive sig til Giovanni, idet at Giovannis hær var i massiv overtal sammenlignet med den hær Firenze havde nået at mobilisere, og man ønskede derfor ikke at se et blodigt opgør om byen. Medici-familien havde dermed på ny generobret magten i Firenze, men deres volddige fremmarch gennem Toscana havde dog gjort, at næsten hele befolkningen var fjendtligt stemte overfor Medici-familien.

#### Udnævnelse til Pave
Giovanni havde i 1512 overtaget styret af Firenze, men han havde endnu ikke generobret befolkningens sympati og accept. Mange af beboerne heriblandt Michelangelo, som jo havde opvokset i samme hjem som Giovanni, mente, at Giovanni og Medici-familien var gået for vidt i kampen for at generobre magten i Firenze. Michelangelo fik aldrig igen det samme tætte forhold til Medici-familien, som han tidligere havde haft, hvilket primært skyldes den blodige generobring af Toscana.
Det kom derfor meget belejligt for Giovanni, at hans gode ven Pave Julius d. 2. i 1513 døde. Giovanni blev nemlig indkaldt til konklave, da han jo var kardinal, og skulle dermed være med til at udpege den nye pave. Det endte med at Giovanni d. 9. marts 1513 blev udnævnt til pave under navnet Pave Leo d. 10.. Da den nyudnævnte pave returnerede til Firenze blev han modtaget til folket helt store hyldest. Det var første gang i historien, at en person fra Firenze var blevet udnævnt pave, og derfor var hele byen selvfølgelig meget stolte. Man skal her huske, at der var tale om et dybt kristent samfund, og derfor blev alle de tidligere stridigheder mellem Medici-familien og Firenzes befolkning hurtigt glemt. Med udnævnelsen til Pave havde Giovanni opnået noget, som ingen tideligere familiemedlemmer nogensinde havde opnået. Han besad nu nogle ekstrem store magtbeføjelser, som ingen i familien tideligere havde besiddet. Giovanni anvendte derfor hurtigt sine nye magtbeføjelser til at fremme Medici-familiens position, idet han udnævnte hans fætter, Giulio de' Medici, til ærkebiskop i Firenze og senere udnævnte han ham også til kardinal.
Giovanni var kendt for at have dyre vaner, og han brugte derfor en del penge på mad og kunst. Således fik han eksempelvis udført en del arbejde af de florentinske kunstnere. Det kan fx nævnes at Michelangelo malede en række billeder Det Sixtinske Kapel (som dog oprindeligt var bestilt af Pave Julius men blev færdiggjort under Giovannis regeringsperiode), og derforuden bestilte Giovanni også Michelangelo til at lave en række marmorskulpturer af tideligere Medici-familiemedlemmer. Som tideligere nævnt, så var forholdet mellem Medici-familien og Michelangelo blevet forringet, og det var eksempelvis også kun modvilligt, at Michelangelo var gået med til at male loftet i Det Sixtinske Kapel. Det havde dog været svært for Michelangelo at sige fra overfor Medici-familien, idet at de jo tideligere havde hjulpet ham så meget, og han ville så gerne tilbagebetale dem. Især beundrede Michelangelo stadig de tideligere familiemedlemmer såsom Lorenzo de' Medici, og derfor var det da også svært at sige nej til at udødeliggøre dem via marmorskulpturer. Dertil kom også, at man på daværende tidspunkt ikke rigtig kunne tillade sig at sige nej til Paven. På den anden side stod Giovanni, og selvom han også kunne have gjort livet svært for Michelangelo, så valgte han at tage ham til nåde. Han syntes nemlig, at det var en skam, at et så stort talent som Michelangelo skulle gå til spilde.
Giovanni løb ind i økonomiske problemer, primært grundet hans store forbrug, og var derfor nødaget til at komme op med et løsningsforslag på disse problemer. Han tyede derfor til afladshandel. Kirken havde også før Giovanni blev pave solgt afladsbreve, men under Giovanni regeringsperiode som pave eksploderede salget af afladsbreve. Førhen havde afladsbreve været forbeholdt de velhavende, men Giovanni gjorde det muligt for alle befolkningslag at købe et afladsbrev. Denne store handel med aflad gjorde, at der blev skabt en splittelse i den kristne verden. En tysk præst ved navn Martin Luther var nemlig gået til angreb på Giovanni og de værdier som kirken prædiket. Luther mente ikke, at man vha. et afladsbrev kunne købe sig mindre tid i skærsilden, og han var i bund og grund modstander af afladshandlen. Denne splittelse i kirken førte bl.a. til den danske reformation i 1536.
Selvom Giovanni var den mest magtfulde person i Medici-familien, og derfor var familiens overhoved, så overlod han meget naturligt styret af Firenze til andre familiemedlemmer i den periode hvor han selv var Pave. Således reagerede Giovannis yngre bror, Giuliano de' Medici, i perioden 1513-1516. Lorenzo II de' Medici, som var Piero II's søn, reagerede Firenze i den efterfølgende perioden 1516-1519. Herefter kom kardinal Giulio de' Medici, som var søn af Lorenzos bror Giuliano, i 1519 til magten i Firenze.

### Kardinal Giulio de' Medici
Pave Leo d. 10. (Giovanni) døde d. 1. december 1521, og herefter blev Giulio overhovedet for Medici-familien. Guulio blev dog allerede d. 19. november 1523 udnævnt til pave under navnet Pave Clemens d. 7., og herefter blev Ippolito de' Medici, som var Giuliano eneste søn, udnævnt til hersker i Firenze.
Pave Clemens d. 7. (Giulios) regerings periode var karakteriseret ved et stor oprør i kirken. Pave Leo (Giovanni) havde efterladt sig en splittet kirke, og en kirke som var i oprør. I maj 1527 kommer en kæmpe hær til Rom. Denne hær består hovedsageligt af tyskere, som på daværende tidspunkt er tilhængere af Martin Luther, og derfor er de hovedsageligt protestanter. Denne hær har i sinde at invadere og plyndre Rom, noget man på daværende mente var utænkeligt, idet Rom jo var en af de helligste by indenfor kristendommen. Giulio er med god grund bange for, at oprørene har i sinde og dræbe ham, og derfor tager han tilflugt i Engelsborg i Rom. Oprørene belejre borgen, og derefter holdes Giulio indfanget i borgen i hele seks måneder. Det lykkes til sidst for Giulio at flygte fra borgen, og vha. bestikkelse kommer han sikkert ud af Rom. Herefter begiver Giulio sig ud på en rejse hjem imod Firenze, men inden han selv når tilbage til Firenze, så har nyhederne om Roms fald allerede nået Firenzes befolkning. Modstandere af Medici-regimet i Firenze starter derfor et oprør i Firenze, og begynder at sætte ild til bygninger der symbolisere Medici-regimet. Det endte med at rebellerne overtog magten i Firenze. Da Giulio endelig når frem til Firenze beslutter han sig derfor for, at samle en hær og indtage byen. I sidste øjeblik bliver angrebet på Firenze dog afværget. Dette skyldes, at Giulios niece, som sammen med hendes bror var de eneste retmæssig arvinger til Medici-dynastiet, blev holdt fanget inde i Firenze. Rebellerne truer derfor med at dræbe hende, hvilket fik Giulio til at afværge planerne om at angribe Firenze, og i stedet indgå en våbenhvile. Denne niece, Katarina de' Medici, blev senere giftet væk til den franske konge, og dermed endte "Medici-blodet" med at blive spredt rundt i de forskellige europiske kongehuse. Giulio formåede som sagt at slutte red med rebellerne, og i sommeren 1530 besad Medici-familien på ny magten i Firenze. Giulio havde dog i mellemtiden udskiftet Ippolito, sin tideligere stedfortræder i Firenze, med sin anden nevø Alessandro de' Medici, som i øvrigt var Katarinas bror. Alessandro var den retmæssig arving til Medici-dynastiet (se evt. stamtræet), og derfor var dette ikke så underligt, at Giulio lige plusedelig bare valgte at udskifte sin stedfortræder. Ligeledes har nyere forskning vist, at det er meget sandsynligt, at Alessandro i virkeligheden var Giulios egen (uægte) søn.
Giulio de' Medici døde d. 25. september 1534. Med Giulios død afsluttede man en æra indenfor Medici-familien. Denne æra havde indebåret store magtbeføjelser, men samtidig var det også en æra, som havde mønstre nogle korrupte Medici-paver. Disse Medici-paver havde hersket i en periode, hvor der foralvor var uroligheder i den kristne verden. Der var sket store ændringer indenfor den kristne verden, idet kirken var blevet splittet i det vi i dag kender som protestanter og katolikker.
Da Giulio døde i 1534 var det Katarinas føromtale bror, Alessandro de' Medici, som blev udpeget til overhoved for familien. Alessandro havde været den første Medici der havde fået titlen som hertug af Firenze. Medici-familien var dog på daværende tidspunkt ikke specielt populære i Firenze, og derfor var der mange modstandere af regimet. På grund af de mange modstandere af Medici-regimet, blev Alessandro myrdet 6. januar 1537. Bagmanden bag mordet skulle angiveligt have været en fjern fætter ved navn Lorenzino de' Medici. Lorenzino havde angiveligt lovet Alessandro at arrangere et romantisk møde med sin smukke søster Laudomia, men det skulle vise sig at være en fælde, og i stedet dræbte han Alessandro.

### Cosimo I de' Medici
Alessandro de' Medici havde været det sidste medlem af den del af Medici-familien, som tilhørte hovedgrenen af familien (se evt. stamtræ). Man var derfor nødsaget til udpege en nyt overhoved af familien, som tilhørte en sidegren af familien. Valget faldt på den 17-årige Cosimo I de' Medici, som havde levet størstedelen af sit liv lidt uden for Firenze i Mugello regionen. Derfor var han en meget ukendt skikkelse for store dele af Firenzes befolkning, og han havde ikke gennemgået det samme uddannelsesforløb som de tideligere Medici-regenter. Dem som havde været med til at udpege Cosimo, som den nye hertug af Firenze, havde håbet, at de kunne få en stigende magtposition indenfor bystyrer. Man forventede nemlig, at man kunne manipulere Cosimo en del, og derfor havde man forhåbninger om, at reelt kunne styre Firenze "igennem Cosimo". Det viste sig dog hurtigt, at Cosimo var ekstrem selvstændig og viljestærk, og derfor var det meget svært at manipulere ham. Således afskaffede Cosimo eksempelvis hurtigt nogle beføjelser, som havde indskrænket hans magt i Firenze. Cosimo var med til på ny at sikre Medici-familiens position i Firenze.
Under Cosimos ledelse lykkes det blandt andet Firenze at erobre nabobyen Siena. Siena havde været Firenzes ærkerival i Toscana, og med erobringen af denne by (sammen med andre vigtige territorialske erobringer, som skete umiddelbart efter erobringen af Siena), så lykkedes det Cosimo at skabe det såkaldte "Toscanaske storhertugdømme". Dette nye storhertugdømme indebar det meste af det nordlige Italien, og var dermed væsentlig større (både territorie- og populationsmæssigt) end det tideligere Florentinske hertugdømme. Desuden opkøbte Cosimo en række øer beliggende ud fra Toscanas kyst, og her oprettede han en militær flåde. Det var første gang, at Firenze og dets hertugdømme havde været i besiddelse af en flåde. Et af Cosimos overordnede varemærker i hans regeringsperiode var oprettelsen af en stor militærstyrke, som selvfølgelig havde til formål at beskytte Firenze og det store hertugdømme, som Cosimo efterhånden regerede over. Derforuden fungerede den stor militærstyrke også som personlig livgarde for Medici-familien og Cosimo selv. Cosimo var selvfølgelig ikke det første Medici-medlem, der havde anvendt soldater til personlig beskyttelse, men under Cosimo blev den personlige sikkerhed blandt Medici-familien øget drastisk. Denne øget militære beskyttelse af Medici-familien, skal selvfølgelige ses i lyset af mordet på Alessandro.

#### Cosimo og kunsten
Cosimo er bedst kendt for at have besluttet at bygge Uffizi (som på dansk betyder "kontorer"), der på daværende tidspunkt var en bygning, som skulle huse forskellige administrative funktioner. I starten var Firenze nemlig blevet styret af forskellige embedsmænd, som alle varetog forskellige opgaver indenfor bystyret, og disse embedsmænd havde kontorer vidt forskellige steder rundt omkring i byen (Firenze). Cosimo, som jo regelmæssigt var nødt til at overse embedsmændenes arbejde, fandt det problematisk, at de forskellige kontorer var adskilte med så store afstande. Cosimo var en meget forsigtig person, som gik meget op i personlig sikkerhed, og derfor var han ikke interesseret i at bevæge sig for meget rundt på åben gade. Derfor byggede han altså Uffizi, og på den måde var han i stand til at samle alle embedsmænd under et tag. I dag er denne bygning dog verdenskendt som værende et kunstmuseum. Bygning indeholder i dag en af de mest værdifulde kunstsamlinger, hvoraf det meste af kunsten oprindelig var bestilt/ejet af Medici-familien selv.
Cosimo støttede også en række af de på det tidspunkt største florentinske kunstnere og tænkere, såsom Vasari, Cellini, Pontormo og Benedetto Varchi. Ligesom tideligere Medici-medlemmer havde gjort det, så inviterede Cosimo disse kunstnere indenfor i sit eget hjem, beskyttede dem og sidst men ikke mindst, så sørgede han for at kunstnerne altid havde arbejde. Eksempelvis bestilte han selv en del kunst af dem, men han sikrede dem også arbejde via sit store netværk af venner og bekendte. Cosimo anvendte i høj grad de florentinske kunstneres kunst til at promovere Medici-regimet.
Det var i særdeleshed Giorgio Vasari, som stod i spidsen for Cosimos pr-maskine. Cosimo havde nemlig stor tillid til Vasari, og gav ham derfor til opgave at male en række freskomalerier, blandt andet de freskomalerier der i dag kan se på lofterne i Firenzes rådhus. Vasari havde selv studeret under bl.a. Raffael og Michelangelo, og var derfor en udmærkede maler og kunstner, men han var især kendt for sine fine organisatoriske evner. I forbindelse med revolutionen i Firenze (omkring 1530) var Michelangelos berømte 'David statue' også blevet beskadiget (den havde mistet en arm), og Vasari havde i denne forbindelse repareret statuen. I 1563 etablerede Cosimo i samarbejde med Vasari Firenzes første kunstskole, Accademia de Belle Arto di Firenze, som stadig den dag i dag fungere som en kunstskole. Vasari største værk og nok også største bidrag til Medici-familien var i midlertidig bogen/biografien/det literæreværk, Le Vite de' più eccellenti pittori, scultori, ed architettori, (udgivet i 1550) som beskriver de største renæssance kunstneres liv, eksempelvis Filippo Brunelleschi, Leonardo da Vinci og Michelangelo. Det er det første kunsthistoriske værk i verden, og det er Vasaris hensigt at skildre dét, der var sket med kunsten i løbet af de seneste 100-200 år i Firenze. Vasari er ligeledes den første person som navngiver denne periode med ordet: genfødsel eller renæssance. Det er dog vigtigt i denne sammenhæng at nævne, at Vasaris værk også fungere som promovering for Medici-familien, idet at dette værk ligge stor vægt på de florentinske kunstnere som havde tætte forbindelser til Medici-familien. Dermed får Medici-familien en helt central placering i denne (kunst)periode, og deres betydning bliver fremtonet.
Cosimo er ligeledes manden bag en række renæssancehaver beliggende i og omkring Firenze. Der blev endvidere i 1598, altså efter Cosimos død, rejst en bronze statue af ham, som i dag står på Piazza della Signoria (den store plads foran rådhuset i Firenze).

## Familiens stamtræ
Nedenfor er angivet et stamtræ for Medici-familien, som dog langt fra er komplet. Dette stamtræ indeholder kun de vigtigste personer i Medici-familien, og derfor ikke familiemedlemmer som ikke havde en afgørende rolle i familie-imperiet. Det er derfor vigtigt at påpege, at mange søskende er undladt i nedenstående stamtræ, og det således kun de vigtigste familiemedlemmer, der er medtager i nedenstående(fx dem der styrede Firenze). Endvidere går dette stamtræ kun fra Giovanni de' Medici til Cosimo I de' Medici.
|  |  |  |  |                                            |                                            |                                            |                                            |                                            |                                            | Giovanni de' Medici (1360–1429) |                                |                                 |                                 |                                 |                                 |                                 |                                 |                                 |                                 |                                 |                                 |                                 |                                 |                                |                                |                                 |                                 |                                 |                                 |                                   |                                   |                                   |                                   |                                   |                                   |                                 |                                 |                                   |                                   |                                   |                                   |                                   |                                   |                                |                                |  |  |  |  |  |  |  |  |  |  |  |  |  |  |  |  |  |  |
|  |  |  |  |                                            |                                            |                                            |                                            |                                            |                                            |                                 |                                |                                 |                                 |                                 |                                 |                                 |                                 |                                 |                                 |                                 |                                 |                                 |                                 |                                |                                |                                 |                                 |                                 |                                 |                                   |                                   |                                   |                                   |                                   |                                   |                                 |                                 |                                   |                                   |                                   |                                   |                                   |                                   |                                |                                |  |  |  |  |  |  |  |  |  |  |  |  |  |  |  |  |  |  |
|  |  |  |  |                                            |                                            |                                            |                                            |                                            |                                            |                                 |                                |                                 |                                 |                                 |                                 |                                 |                                 |                                 |                                 |                                 |                                 |                                 |                                 |                                |                                |                                 |                                 |                                 |                                 |                                   |                                   |                                   |                                   |                                   |                                   |                                 |                                 |                                   |                                   |                                   |                                   |                                   |                                   |                                |                                |  |  |  |  |  |  |  |  |  |  |  |  |  |  |  |  |  |  |
|  |  |  |  |                                            |                                            | Lorenzo den ældste (1395-1440)             | Lorenzo den ældste (1395-1440)             | Lorenzo den ældste (1395-1440)             | Lorenzo den ældste (1395-1440)             | Lorenzo den ældste (1395-1440)  | Lorenzo den ældste (1395-1440) |                                 |                                 | Cosimo de' Medici (1389-1464)   | Cosimo de' Medici (1389-1464)   | Cosimo de' Medici (1389-1464)   | Cosimo de' Medici (1389-1464)   | Cosimo de' Medici (1389-1464)   | Cosimo de' Medici (1389-1464)   |                                 |                                 |                                 |                                 |                                |                                |                                 |                                 |                                 |                                 |                                   |                                   |                                   |                                   |                                   |                                   |                                 |                                 |                                   |                                   |                                   |                                   |                                   |                                   |                                |                                |  |  |  |  |  |  |  |  |  |  |  |  |  |  |  |  |  |  |
|  |  |  |  |                                            |                                            | Lorenzo den ældste (1395-1440)             | Lorenzo den ældste (1395-1440)             | Lorenzo den ældste (1395-1440)             | Lorenzo den ældste (1395-1440)             | Lorenzo den ældste (1395-1440)  | Lorenzo den ældste (1395-1440) |                                 |                                 | Cosimo de' Medici (1389-1464)   | Cosimo de' Medici (1389-1464)   | Cosimo de' Medici (1389-1464)   | Cosimo de' Medici (1389-1464)   | Cosimo de' Medici (1389-1464)   | Cosimo de' Medici (1389-1464)   |                                 |                                 |                                 |                                 |                                |                                |                                 |                                 |                                 |                                 |                                   |                                   |                                   |                                   |                                   |                                   |                                 |                                 |                                   |                                   |                                   |                                   |                                   |                                   |                                |                                |  |  |  |  |  |  |  |  |  |  |  |  |  |  |  |  |  |  |
|  |  |  |  |                                            |                                            |                                            |                                            |                                            |                                            |                                 |                                |                                 |                                 |                                 |                                 |                                 |                                 |                                 |                                 |                                 |                                 |                                 |                                 |                                |                                |                                 |                                 |                                 |                                 |                                   |                                   |                                   |                                   |                                   |                                   |                                 |                                 |                                   |                                   |                                   |                                   |                                   |                                   |                                |                                |  |  |  |  |  |  |  |  |  |  |  |  |  |  |  |  |  |  |
|  |  |  |  | Pierfrancesco de' Medici (1430-1476)       | Pierfrancesco de' Medici (1430-1476)       | Pierfrancesco de' Medici (1430-1476)       | Pierfrancesco de' Medici (1430-1476)       | Pierfrancesco de' Medici (1430-1476)       | Pierfrancesco de' Medici (1430-1476)       |                                 |                                | Giovanni de' Medici (1421-1463) | Giovanni de' Medici (1421-1463) | Giovanni de' Medici (1421-1463) | Giovanni de' Medici (1421-1463) | Giovanni de' Medici (1421-1463) | Giovanni de' Medici (1421-1463) |                                 |                                 | Piero I de' Medici (1416-1469)  | Piero I de' Medici (1416-1469)  | Piero I de' Medici (1416-1469)  | Piero I de' Medici (1416-1469)  | Piero I de' Medici (1416-1469) | Piero I de' Medici (1416-1469) |                                 |                                 |                                 |                                 |                                   |                                   |                                   |                                   |                                   |                                   |                                 |                                 |                                   |                                   |                                   |                                   |                                   |                                   |                                |                                |  |  |  |  |  |  |  |  |  |  |  |  |  |  |  |  |  |  |
|  |  |  |  | Pierfrancesco de' Medici (1430-1476)       | Pierfrancesco de' Medici (1430-1476)       | Pierfrancesco de' Medici (1430-1476)       | Pierfrancesco de' Medici (1430-1476)       | Pierfrancesco de' Medici (1430-1476)       | Pierfrancesco de' Medici (1430-1476)       |                                 |                                | Giovanni de' Medici (1421-1463) | Giovanni de' Medici (1421-1463) | Giovanni de' Medici (1421-1463) | Giovanni de' Medici (1421-1463) | Giovanni de' Medici (1421-1463) | Giovanni de' Medici (1421-1463) |                                 |                                 | Piero I de' Medici (1416-1469)  | Piero I de' Medici (1416-1469)  | Piero I de' Medici (1416-1469)  | Piero I de' Medici (1416-1469)  | Piero I de' Medici (1416-1469) | Piero I de' Medici (1416-1469) |                                 |                                 |                                 |                                 |                                   |                                   |                                   |                                   |                                   |                                   |                                 |                                 |                                   |                                   |                                   |                                   |                                   |                                   |                                |                                |  |  |  |  |  |  |  |  |  |  |  |  |  |  |  |  |  |  |
|  |  |  |  |                                            |                                            |                                            |                                            |                                            |                                            |                                 |                                |                                 |                                 |                                 |                                 |                                 |                                 |                                 |                                 |                                 |                                 |                                 |                                 |                                |                                |                                 |                                 |                                 |                                 |                                   |                                   |                                   |                                   |                                   |                                   |                                 |                                 |                                   |                                   |                                   |                                   |                                   |                                   |                                |                                |  |  |  |  |  |  |  |  |  |  |  |  |  |  |  |  |  |  |
|  |  |  |  | Giovanni de' Medici (1467-1498)            | Giovanni de' Medici (1467-1498)            | Giovanni de' Medici (1467-1498)            | Giovanni de' Medici (1467-1498)            | Giovanni de' Medici (1467-1498)            | Giovanni de' Medici (1467-1498)            |                                 |                                |                                 |                                 | Giuliano de' Medici (1453-1478) | Giuliano de' Medici (1453-1478) | Giuliano de' Medici (1453-1478) | Giuliano de' Medici (1453-1478) | Giuliano de' Medici (1453-1478) | Giuliano de' Medici (1453-1478) |                                 |                                 |                                 |                                 |                                |                                | Lorenzo de' Medici (1449-1492)  | Lorenzo de' Medici (1449-1492)  | Lorenzo de' Medici (1449-1492)  | Lorenzo de' Medici (1449-1492)  | Lorenzo de' Medici (1449-1492)    | Lorenzo de' Medici (1449-1492)    |                                   |                                   |                                   |                                   |                                 |                                 |                                   |                                   |                                   |                                   |                                   |                                   |                                |                                |  |  |  |  |  |  |  |  |  |  |  |  |  |  |  |  |  |  |
|  |  |  |  | Giovanni de' Medici (1467-1498)            | Giovanni de' Medici (1467-1498)            | Giovanni de' Medici (1467-1498)            | Giovanni de' Medici (1467-1498)            | Giovanni de' Medici (1467-1498)            | Giovanni de' Medici (1467-1498)            |                                 |                                |                                 |                                 | Giuliano de' Medici (1453-1478) | Giuliano de' Medici (1453-1478) | Giuliano de' Medici (1453-1478) | Giuliano de' Medici (1453-1478) | Giuliano de' Medici (1453-1478) | Giuliano de' Medici (1453-1478) |                                 |                                 |                                 |                                 |                                |                                | Lorenzo de' Medici (1449-1492)  | Lorenzo de' Medici (1449-1492)  | Lorenzo de' Medici (1449-1492)  | Lorenzo de' Medici (1449-1492)  | Lorenzo de' Medici (1449-1492)    | Lorenzo de' Medici (1449-1492)    |                                   |                                   |                                   |                                   |                                 |                                 |                                   |                                   |                                   |                                   |                                   |                                   |                                |                                |  |  |  |  |  |  |  |  |  |  |  |  |  |  |  |  |  |  |
|  |  |  |  |                                            |                                            |                                            |                                            |                                            |                                            |                                 |                                |                                 |                                 |                                 |                                 |                                 |                                 |                                 |                                 |                                 |                                 |                                 |                                 |                                |                                |                                 |                                 |                                 |                                 |                                   |                                   |                                   |                                   |                                   |                                   |                                 |                                 |                                   |                                   |                                   |                                   |                                   |                                   |                                |                                |  |  |  |  |  |  |  |  |  |  |  |  |  |  |  |  |  |  |
|  |  |  |  | Lodovico "Giovanni" de' Medici (1498-1526) | Lodovico "Giovanni" de' Medici (1498-1526) | Lodovico "Giovanni" de' Medici (1498-1526) | Lodovico "Giovanni" de' Medici (1498-1526) | Lodovico "Giovanni" de' Medici (1498-1526) | Lodovico "Giovanni" de' Medici (1498-1526) |                                 |                                |                                 |                                 |                                 |                                 |                                 |                                 | Giovanni de' Medici (1475-1521) | Giovanni de' Medici (1475-1521) | Giovanni de' Medici (1475-1521) | Giovanni de' Medici (1475-1521) | Giovanni de' Medici (1475-1521) | Giovanni de' Medici (1475-1521) |                                |                                | Giuliano de' Medici (1479-1516) | Giuliano de' Medici (1479-1516) | Giuliano de' Medici (1479-1516) | Giuliano de' Medici (1479-1516) | Giuliano de' Medici (1479-1516)   | Giuliano de' Medici (1479-1516)   |                                   |                                   |                                   |                                   | Piero II de' Medici (1472-1503) | Piero II de' Medici (1472-1503) | Piero II de' Medici (1472-1503)   | Piero II de' Medici (1472-1503)   | Piero II de' Medici (1472-1503)   | Piero II de' Medici (1472-1503)   |                                   |                                   |                                |                                |  |  |  |  |  |  |  |  |  |  |  |  |  |  |  |  |  |  |
|  |  |  |  | Lodovico "Giovanni" de' Medici (1498-1526) | Lodovico "Giovanni" de' Medici (1498-1526) | Lodovico "Giovanni" de' Medici (1498-1526) | Lodovico "Giovanni" de' Medici (1498-1526) | Lodovico "Giovanni" de' Medici (1498-1526) | Lodovico "Giovanni" de' Medici (1498-1526) |                                 |                                |                                 |                                 |                                 |                                 |                                 |                                 | Giovanni de' Medici (1475-1521) | Giovanni de' Medici (1475-1521) | Giovanni de' Medici (1475-1521) | Giovanni de' Medici (1475-1521) | Giovanni de' Medici (1475-1521) | Giovanni de' Medici (1475-1521) |                                |                                | Giuliano de' Medici (1479-1516) | Giuliano de' Medici (1479-1516) | Giuliano de' Medici (1479-1516) | Giuliano de' Medici (1479-1516) | Giuliano de' Medici (1479-1516)   | Giuliano de' Medici (1479-1516)   |                                   |                                   |                                   |                                   | Piero II de' Medici (1472-1503) | Piero II de' Medici (1472-1503) | Piero II de' Medici (1472-1503)   | Piero II de' Medici (1472-1503)   | Piero II de' Medici (1472-1503)   | Piero II de' Medici (1472-1503)   |                                   |                                   |                                |                                |  |  |  |  |  |  |  |  |  |  |  |  |  |  |  |  |  |  |
|  |  |  |  |                                            |                                            |                                            |                                            |                                            |                                            |                                 |                                | Giulio de' Medici (1478-1534)   | Giulio de' Medici (1478-1534)   | Giulio de' Medici (1478-1534)   | Giulio de' Medici (1478-1534)   | Giulio de' Medici (1478-1534)   | Giulio de' Medici (1478-1534)   |                                 |                                 |                                 |                                 |                                 |                                 |                                |                                | Ippolito de' Medici (1511-1535) | Ippolito de' Medici (1511-1535) | Ippolito de' Medici (1511-1535) | Ippolito de' Medici (1511-1535) | Ippolito de' Medici (1511-1535)   | Ippolito de' Medici (1511-1535)   |                                   |                                   |                                   |                                   |                                 |                                 | Lorenzo II de' Medici (1493-1519) | Lorenzo II de' Medici (1493-1519) | Lorenzo II de' Medici (1493-1519) | Lorenzo II de' Medici (1493-1519) | Lorenzo II de' Medici (1493-1519) | Lorenzo II de' Medici (1493-1519) |                                |                                |  |  |  |  |  |  |  |  |  |  |  |  |  |  |  |  |  |  |
|  |  |  |  |                                            |                                            |                                            |                                            |                                            |                                            |                                 |                                | Giulio de' Medici (1478-1534)   | Giulio de' Medici (1478-1534)   | Giulio de' Medici (1478-1534)   | Giulio de' Medici (1478-1534)   | Giulio de' Medici (1478-1534)   | Giulio de' Medici (1478-1534)   |                                 |                                 |                                 |                                 |                                 |                                 |                                |                                | Ippolito de' Medici (1511-1535) | Ippolito de' Medici (1511-1535) | Ippolito de' Medici (1511-1535) | Ippolito de' Medici (1511-1535) | Ippolito de' Medici (1511-1535)   | Ippolito de' Medici (1511-1535)   |                                   |                                   |                                   |                                   |                                 |                                 | Lorenzo II de' Medici (1493-1519) | Lorenzo II de' Medici (1493-1519) | Lorenzo II de' Medici (1493-1519) | Lorenzo II de' Medici (1493-1519) | Lorenzo II de' Medici (1493-1519) | Lorenzo II de' Medici (1493-1519) |                                |                                |  |  |  |  |  |  |  |  |  |  |  |  |  |  |  |  |  |  |
|  |  |  |  |                                            |                                            |                                            |                                            |                                            |                                            |                                 |                                |                                 |                                 |                                 |                                 |                                 |                                 |                                 |                                 |                                 |                                 |                                 |                                 |                                |                                |                                 |                                 |                                 |                                 |                                   |                                   |                                   |                                   |                                   |                                   |                                 |                                 |                                   |                                   |                                   |                                   |                                   |                                   |                                |                                |  |  |  |  |  |  |  |  |  |  |  |  |  |  |  |  |  |  |
|  |  |  |  |                                            |                                            |                                            |                                            |                                            |                                            |                                 |                                |                                 |                                 |                                 |                                 |                                 |                                 |                                 |                                 |                                 |                                 |                                 |                                 |                                |                                |                                 |                                 |                                 |                                 |                                   |                                   |                                   |                                   |                                   |                                   |                                 |                                 |                                   |                                   |                                   |                                   |                                   |                                   |                                |                                |  |  |  |  |  |  |  |  |  |  |  |  |  |  |  |  |  |  |
|  |  |  |  |                                            |                                            |                                            |                                            |                                            |                                            |                                 |                                |                                 |                                 |                                 |                                 |                                 |                                 |                                 |                                 |                                 |                                 |                                 |                                 |                                |                                |                                 |                                 |                                 |                                 |                                   |                                   |                                   |                                   |                                   |                                   |                                 |                                 |                                   |                                   |                                   |                                   |                                   |                                   |                                |                                |  |  |  |  |  |  |  |  |  |  |  |  |  |  |  |  |  |  |
|  |  |  |  | Cosimo I de' Medici (1519-1574)            | Cosimo I de' Medici (1519-1574)            | Cosimo I de' Medici (1519-1574)            | Cosimo I de' Medici (1519-1574)            | Cosimo I de' Medici (1519-1574)            | Cosimo I de' Medici (1519-1574)            |                                 |                                |                                 |                                 |                                 |                                 |                                 |                                 |                                 |                                 |                                 |                                 |                                 |                                 |                                |                                |                                 |                                 |                                 |                                 | Alessandro de' Medici (1510-1537) | Alessandro de' Medici (1510-1537) | Alessandro de' Medici (1510-1537) | Alessandro de' Medici (1510-1537) | Alessandro de' Medici (1510-1537) | Alessandro de' Medici (1510-1537) |                                 |                                 |                                   |                                   | Katarina af Medici (1519-1589)    | Katarina af Medici (1519-1589)    | Katarina af Medici (1519-1589)    | Katarina af Medici (1519-1589)    | Katarina af Medici (1519-1589) | Katarina af Medici (1519-1589) |  |  |  |  |  |  |  |  |  |  |  |  |  |  |  |  |  |  |

## Liste over leder af Medici slægten
Nedenfor kommer en liste over de personer som har ledet Medici slægten:
Leder af Medici-familien, men ellers ingen magtbeføjelser:
| Portræt | Navn                | Fra  | Til              | Baggrund og bedrifter |
| ------- | ------------------- | ---- | ---------------- | --- |
|         | Giovanni de' Medici | 1360 | 20. februar 1429 | Giovanni de' Medici (1360–1429), var finansmand og industriherre i Firenze. Han grundlage Medici Banken, og det lykkes ham i begyndelsen af 1400-tallet at blive pavens officielle bankier. Under kirkemødet 1414-1418 i Konstanz spillede han en betydelig rolle. Hans forretninger dækkede de vigtige byer i Europa. Han stod i spidsen for familien i den periode, hvor Medici Banken voksede ekspansivt, og dermed opbyggede han familiens store velstand. |

Leder af Medici-familien samt hersker i Firenze:
| Portræt | Navn                                      | Fra              | Til              | Baggrund og bedrifter |
| ------- | ----------------------------------------- | ---------------- | ---------------- | --- |
|         | Cosimo de' Medici (Cosimo den ældste)     | 1434             | 1. august 1464   | Cosimo de' Medici (1389–1464) overtog familieimperiet efter sin far, Giovanni de' Medici, efter hans død i 1429. Han skabte sig en magtstilling i Firenze, men holdt sig så vidt muligt i baggrunden, ligesom hans far havde gjort det. Cosimo overlod primært styret af Firenze til andre familier eksempelvis Albizzi-familien. Disse familier begyndte dog at føle sig truet af Medici-familien (pga. dens stigende velstand), og derfor blev Cosimo i 1433 anklaget og fængslet for højforræderi og slap kun fri ved bestikkelse. Herefter forlod Medici-familien Firenze. Firenze kunne dog ikke undvære Medici-familien, idet at de i kraft af deres forretninger havde været med til at skabe vækst i byen. Cosimo modtog derfor en anmodning om at komme tilbage til Firenze, og i 1434 overtog Cosimo styret af Firenze. |
|         | Piero I de' Medici (Piero den gigtsvage)  | 1. august 1464   | 2. december 1469 | Piero de' Medici (1414–1469) var Cosimo de' Medicis ældste søn. Han fulgte den kurs som hans far, Cosimo, havde lagt, både mht. familieforretningen men også var angik kunst og kultur. Cosimo havde nemelig investeret meget i kunst, hvilket var noget som Piero videreførte. Piero var endvidere udsat for attentat, som dog blev afværget af hans ældste søn Lorenzo. |
|         | Lorenzo de' Medici (Lorenzo den prægtige) | 2. december 1469 | 9. april 1492    | Lorenzo de' Medici (1449–1492) var Pieros ældste søn. Lorenzo besad ligesom både hans far og farfar en stor kunstinteresse. Men til forskel fra hans forfædre, så tilskynde Lorenzo i højere grad en ny og mere radikal form for kunst, som bl.a. Sandro Botticelli stod for. Den "nye" form for kunst indebar i højere grad afbildning af fantasier, lyster og hedenske motiver. Denne type af kunst var ikke velset af kirken. Lorenzo var, ligesom sin far, også udsat for et attentat. Det var Pazzi-familien, der sammen med den katolske kirke, stod bag attentatet. Lorenzos bror (Giuliano) omkom som følge af attentatet, men Lorenzo overlevede selv. Lorenzo endte med at få løst stridighederne, og efterfølgende havde han held med at slutte fred med sine modstandere. Selvom Lorenzos store kunstinteresse havde kulminerede i at Firenze havde opnået et uset højt kulturelt niveau, så havde den store kunstinteresse også resulterede i, at Lorenzo havde mistet grebet om familieforretningen. Forretningen havde lidt under en række dårlige investering og dertilhørende tab. |
|         | Piero II de' Medici (Piero den uheldige)  | 9. april 1492    | 8. november 1494 | Piero II de' Medici (1472–1503) var Lorenzos ældste søn. Som følge af Lorenzos velsignelse for den mere radikale form for kunst og kultur, så var der opstået en modbevægelse under dominikanermunken Girolamo Savonarola, som havde den opfattelse, at samfundet var gået forvidt. Ved Lorenzos død havde denne bevægelse vokset sig stor, og der var dermed stor intern uro i byen. I 1494 invaderede kong Karl 8. af Frankrig Toscana og Firenze. Piero II var ikke i stand til at samle en hær grundet de interne uroligheder, og Piero II endte med at give ind for alle Kong Karl 8.'s krav. Piero II's dårlige forhandlingsevne gjorde ham endnu mere upopulær, og det endte med at Piero II og hans familie måtte flygte fra Firenze i 1494. Medici-familien fik først magten over Firenze igen i 1512. |

- Piero de' Medici den yngre (1472–1503). I 1494 kom Frankrigs konge Karl 8. med en hær til Italien. Lige inden hans indtog i Firenze måtte Piero flygte og efterlade sit hus til pøblens plyndring.

Medicierne mistede nu magten i Firenze og blev fordrevet. I 1512 – 18 år efter – blev Piero den yngres søn Lorenzo De Medici leder af Firenze. Familiens magt øgedes, da Piero den yngres bror, Giovanni, udnævntes til pave. Han sørgede for, at Lorenzo blev greve af Urbino. Hermed begyndte en ny periode i Mediciernes historie. Tidligere var de rige forretningsfolk med indflydelse i byen. Nu blev de adlet og tildelt hele grevskaber. De blev nu gift ind i det franske kongehus. I 1537 overgik familieformuen til Cosimo 1., som 1569 udnævntes til storhertug af Toscana. Grevskabet beholdt familien til 1737 med Gian Gastone de' Medici (1671 – 9. juli 1737). Med ham uddøde den mandlige linje af familien. Gian Gastones søster Anna Maria Luisa de' Medici (1667-1743) skænkede familieformuen til Firenze.
|  |  |  |  |  |

## Fodnoter
1. ↑  http://www.palazzo-medici.it/mediateca/en/Scheda_Ante_XIII_secolo_-_Origini_della_famiglia Medici-familiens oprindelse
2. ↑  Det er lidt uklart hvem faren til Alessandro er. Officielt er det Lorenzo, men historier mener i dag, at Alessandro kunne have været Giulios søn.
3. ↑  Officielt havde de endnu ikke nogen Hertug-titel, men de herskede dog stadig i Firenze.